# Wilson Mano
Wilson Carlos Mano ou, simplesmente, Wilson Mano (Auriflama, 23 de maio de 1964), é um ex-futebolista brasileiro que atuava como volante.

## Carreira
Foi contratado pelo Corinthians em janeiro de 1986 por 450 milhões de cruzeiros. Jogou no clube por sete anos, mas nem sempre como titular. Porém jamais recusou uma oportunidade de entrar em campo, destacando-se pela sua polivalência.
Originalmente um volante, jogou nas duas laterais, no miolo de zaga, nas meias e no ataque. Vestiu todas as camisas possíveis, excetuando-se a número 1, do goleiro.
Tanta dedicação ao clube lhe valeu uma recompensa: mesmo começando diversas partidas do banco, Wilson Mano se tornou o 17° jogador do Corinthians com mais partidas disputadas, com 405 jogos.
Mano encerrou a carreira no final de 1996, quando defendeu o Fortaleza.

## Títulos
Corinthians
- Campeonato Paulista de Futebol: 1988[5]

- Campeonato Brasileiro de Futebol: 1990
- Supercopa do Brasil: 1991
- Campeão da Copa Bandeirantes em 1994
- Campeão da Copa dos Campeões da Conmebol em 1986
- Campeão da Taça da Solidariedade em 1994